# سیتی کالج لانگ بیچ
سیتی کالج لانگ بیچ (به انگلیسی: Long Beach City College) در سال ۱۹۲۷ تأسیس شد و دارای دو محل جداگانه می‌باشد، یکی در «لیک وود» لانگ بیج که اختصاص به «هنرهای آزاد» دارد و دیگری که در مرکز لانگ بیج نزدیک شهر «سیگنال هلیز» می‌باشد. در بهار ۲۰۰۷ بیش از ۲۶۰۰۰ دانشجو در آن مشغول تحصیل بودند.